# Eta del Centaure

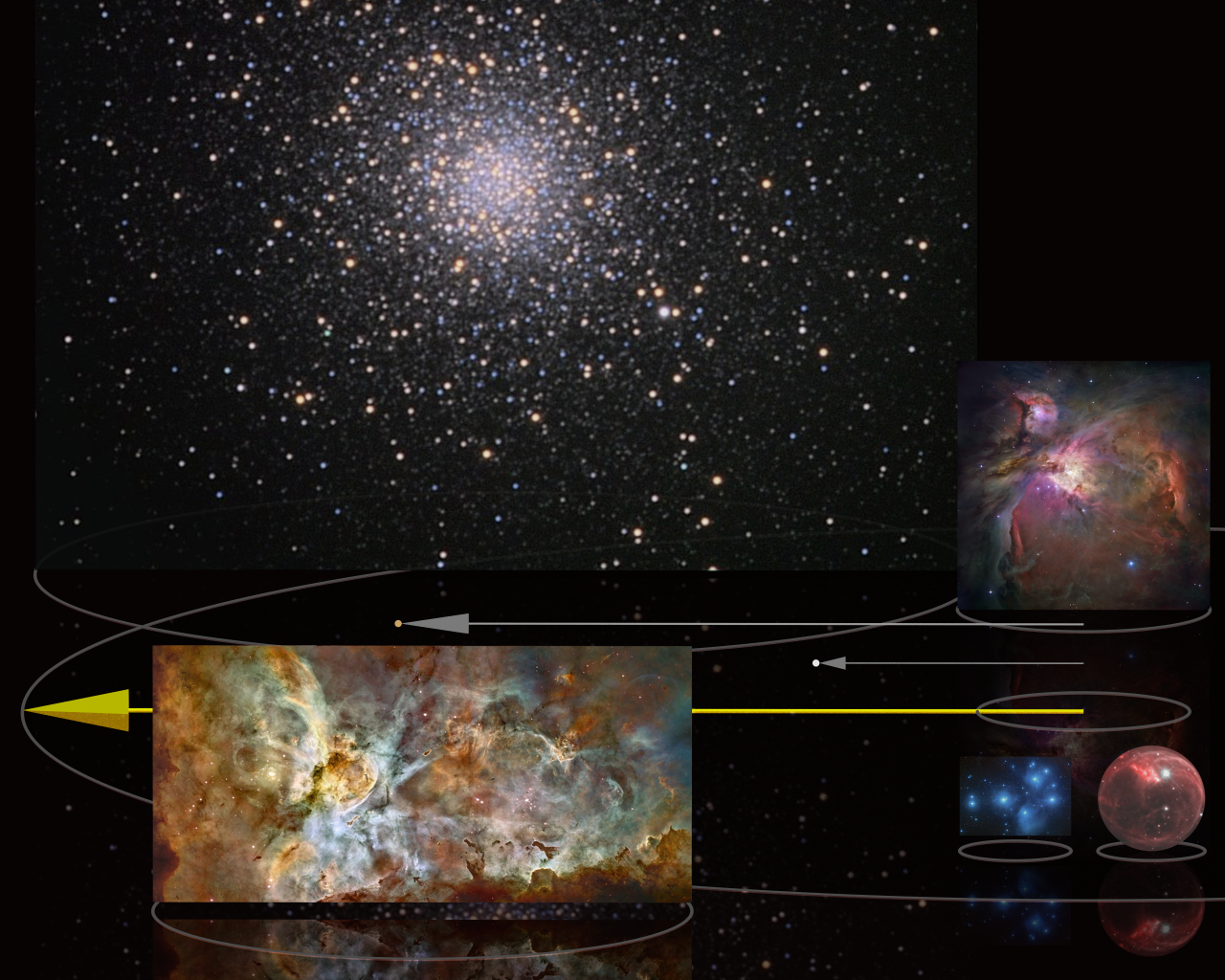
Constel·lació de Centaure

Eta delCentaure  (η Centauri) és una estrella a la constel·lació de Centaure de magnitud aparent +2,33. S'hi troba a 310 anys llum de distància del Sistema Solar.
Eta del Centaure és un estel blanc-blavós de la seqüència principal de tipus espectral B1.5Vne i la  temperatura superficial és d'aproximadament 20.000  K. La "i" en el seu tipus espectral indica que és una estrella Be amb emissions variables d'hidrogen en el seu espectre, vinculades amb la presència d'un disc circumestel·lar al voltant de l'estrella. Aquest disc està relacionat amb la ràpida velocitat de  rotació de l'estrella, de més de 310 km/s, que la porta a completar una volta en menys d'un dia. La posició del disc, gairebé de perfil des de la nostra línia de visió, fa que Eta de Centaure estigui classificada com una estrella amb embolcall.
La lluminositat d'Eta del Centaure tenint en compte la  radiació emesa a la ultraviolada és de gairebé 6.000 sols, amb un radi unes 5 vegades més gran que el del radi solar. Té una massa compresa entre 8,5 i 10,5  masses solars i una edat inferior a 20 milions d'anys.
És una estrella variable la lluentor oscili unes centèsimes de magnitud amb períodes múltiples de 18,6, 16,2, 13,5, 6,3 i 5,3 hores, classificada com Variable Gamma Cassiopeiae.
Pertany a l'associació estel·lar Centaurus Superior-Lupus o UCL, grup d'estrelles massives de tipus O i B amb un origen comú, que al seu torn forma part de la gran Associació estel·lar d'Scorpius-Centaurus.